# Yantra

Das Sri Yantra

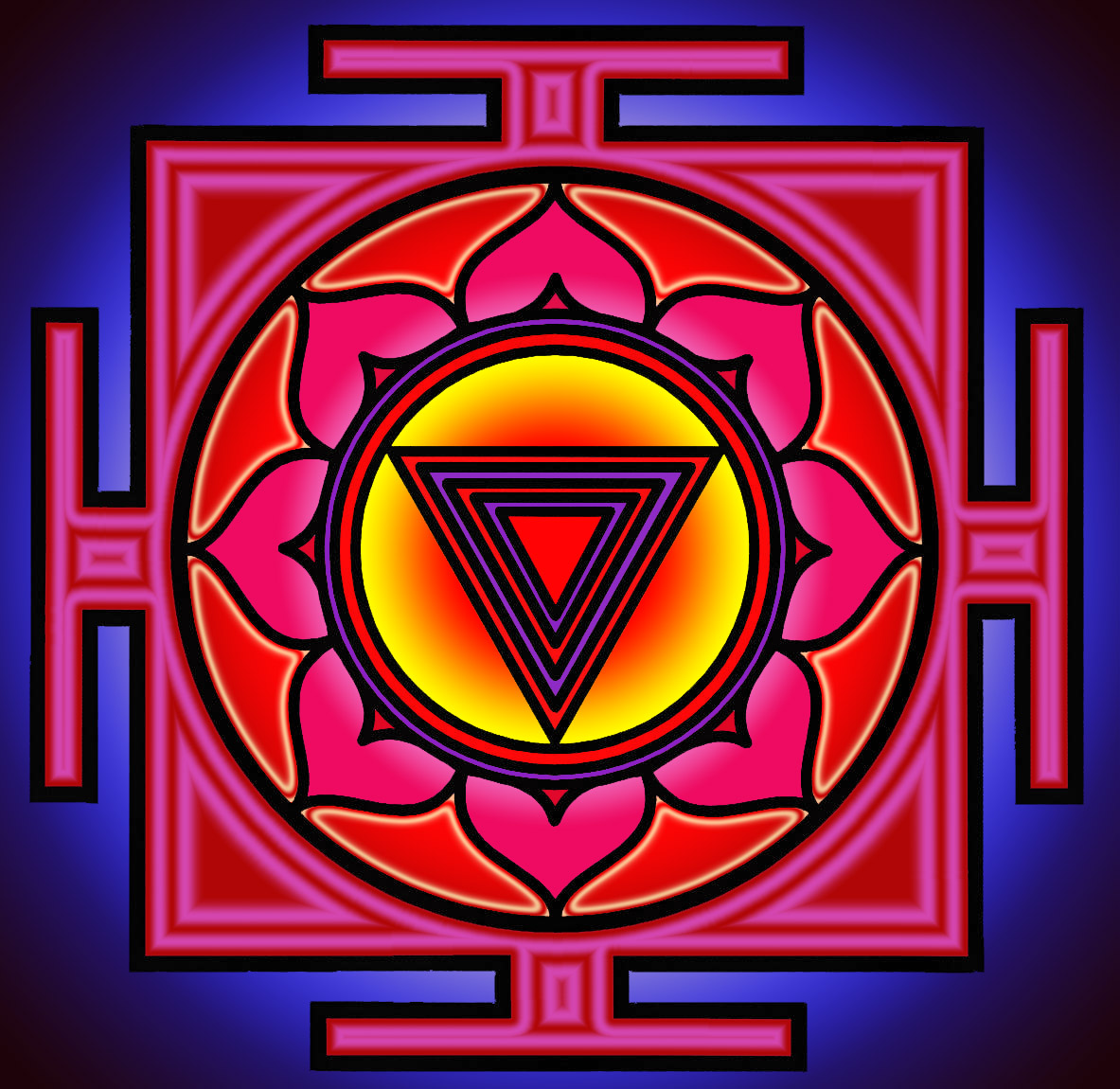
Das Kali Yantra

Yantras (Sanskrit यन्त्र yantra, n., von yam „stützen“, „(er)halten“) sind rituelle Diagramme, die im Hinduismus und Tantrismus verbreitet sind und zur Meditation verwendet werden bzw. initiatorische Funktion erfüllen.
Yantras sind grafische Darstellungen, eine Figur mit spiritueller und ritueller Bedeutung. Yantras sind stets rein geometrische Figuren, im Unterschied etwa zu Mandalas, die auch ikonische Repräsentationen beinhalten können – teilweise besteht auch die Auffassung, dass Yantras Mandalas beinhalten.

## Funktion
Ein Yantra gilt als Repräsentation des Göttlichen und kann als physischer Ausdruck eines Mantra betrachtet werden: Das Mantra stellt einen Aspekt des Göttlichen in Form eines Lautes dar, das Yantra dagegen in Form einer geometrischen Figur. Im Zentrum der Darstellung steht ein Ausgangspunkt, Bindu (Sanskrit: बिन्दु bindu m. Punkt, Tropfen, Essenz, Pünktchen, Tüpfel) von dem aus die weiteren Formen ausstrahlen – so wird die visuelle Sinneswahrnehmung von diesem Startpunkt aus durch die Darstellung geleitet. Fast immer finden sich in den Yantras geometrische Formen wie Dreiecke, Quadrate oder florale Darstellungen; es sind aber auch komplexere Formen möglich. Die Diagramme werden, obwohl zweidimensional konzipiert, mehr als mehrdimensionale heilige Architektur verstanden. Typisch ist ein sehr symmetrischer Aufbau, der durch den Einsatz eines Rahmens nach außen abgeschlossen wird und so die Energie zusammenhält.

## Aufbau
Die meisten Yantras setzen sich aus gewissen grafischen Basiselementen zusammen, sodass sich einige geometrische Figuren und Formen vermehrt in den unterschiedlichsten Yantras wiederfinden. Ihnen kommt eine wichtige Bedeutung zu oder sie repräsentieren bestimmte Elemente:
- Zentrum (Bindu Sanskrit: बिन्दु bindu m.) Punkt, Tropfen): der Bindu wird als Startpunkt, er bildet die äußerst verdichtete Energie der Schöpfung ab.  Als zentraler Punkt gilt er als Tor zur transzendenten Realität. Der Bindu ist zudem als Symbol der Ganzheit und Vollkommenheit in den Yantras zu finden;
- Hexagramm (Shatkona Sanskrit षट्कोण ṣaṭkoṇa  Adj. , sechseckig): zeigt die Einheit von weiblich und männlich. Es besteht aus zwei übereinandergelegten Dreiecken und ist ein Abbild von Mutter Natur. Das Shatkona repräsentiert auch das Höhere Selbst;
- Kreis (Chakra Sanskrit: चक्र cakra n. Rad, Scheibe, Töpferscheibe; Wurfscheibe, Diskus; Wurfwaffe Viṣṇus; Ölmühle; Kreis, Kreislauf): der Kreis repräsentiert in der Yantra-Symbolik das Element Wasser und die Rotation, der zyklischen Entwicklung des Sichtbarwerdens. Er ist eng mit der Spiralform verbunden, die eine wichtige Rolle in der ganzheitlichen Entwicklung spielt und auch die Chakren, die Energiezentren, verkörpert. Der Kreis steht mit dem Geist in Verbindung;
- Quadrat (Bhupura Sanskrit: भूपुर, bhūpura Rand): Es repräsentiert den Körper, die Materie und die Stabilität; stabil und fest, bildet es das Element Erde ab, die Kraft der Verdichtung und der Manifestation. Beim Yantra ist das Quadrat ein heiliger Bezirk, der durch 4 t-förmige Pforten, die Initiationsschwellen sind, zur Außenwelt geöffnet sind;
- Dreieck (Trikona (Sanskrit: त्रिकोण trikoṇa adj. u. n. dreieckig, ein Dreieck bildend) mit Spitze nach unten: das Wissen, aber auch das Element Wasser werden durch das Dreieck mit einer nach unten zeigenden Spitze repräsentiert. Im Allgemeinen stehen Dreiecke in den Yantras für Energie.
- Dreieck (Trikona) mit Spitze nach oben: steht in den Yantras für die Kraft des Elementes Feuer. Dreiecke zeigen den Polaritätsaspekt der Energie, die Spitze nach oben bedeutet männliche, die Spitze nach unten weibliche Kraft;
- Linie diagonal: das Element Luft wird durch eine diagonale Linie symbolisiert. Im Allgemeinen stehen die geraden Linien für die menschliche Seele. Sie teilen eine Darstellung in zwei Seiten des gleichen Gebildes und spiegeln damit die Dualität beispielsweise zwischen Gut und Böse, Mann und Frau oder Tag und Nacht wider;
- Linie horizontal: die Kraft des Elementes Wasser zeigt sich in Yantras als horizontale Linie;
- Linie vertikal: das kraftvolle Element Feuer findet sich in der Symbolkraft der Yantras in einer vertikalen Linie;
- Punkt: repräsentiert den Äther.
- Lotosblume (Padma Sanskrit: पद्म padma m. u. n. Lotus): die Lotosblume findet sich in allen Symbolen der Chakras, sie ist das Symbol des weiblichen schöpferischen Prinzips. Wegen ihres Wuchses mit den Wurzeln im Schlamm, dem Stängel im Gewässer bis zur Blütenbildung an der Oberfläche ist sie zudem ein Symbol für den Weg zur Erleuchtung.

## Praxis
Besonders im Glaubensleben von Anhängern der Shakti, der weiblichen Form des Göttlichen, spielen Yantras eine wichtige Rolle. Man zeichnet sie z. B.auf den Boden, auf Papier oder ritzt sie in Metallplättchen. Diese Zeichen stellen den formlosen Aspekt der Göttin dar. In der Anbetung, einer Puja, können sie anstelle einer Statue oder eines Bildes im Zentrum stehen. Durch das Rezitieren von Mantren manifestiert sich nach Ansicht der Gläubigen die Göttin selbst darin und ist durch sie anwesend.
Allen Yantras gemeinsam ist eine äußere Umschließung durch sogenannte „Mauern“, im Inneren gibt es starke Unterschiede je nach Yantra / Gottheit. Das Sri Yantra, das bekannteste Yantra, enthält neun ineinander verschlungene Dreiecke, von denen vier Shiva und fünf Shakti repräsentieren.
Im weiteren Sinne bedeutet Yantra im Hinduismus allgemein die Verwendung externer Objekte, Symbole oder mechanischer Methoden zur Verehrung des Göttlichen. In diesem Sinn stellt Yantra einen der drei Pfade der Spiritualität im Hinduismus dar, die beiden anderen sind Mantra und Tantra. Dabei steht Yantra für den Pfad losgelöster Handlung, Mantra für den Pfad der Erkenntnis und Tantra für den Pfad der Hingabe.